# Cho Nam-chul
Cho Nam-chul (조남철?; Buan, 30 novembre 1923 – Seul, 2 luglio 2006) è stato un goista sudcoreano.

## Biografia
Cho Nam-chul è nato in un villaggio di contadini a Buan, nella provincia di Nord Jeolla. Imparò il go fin da piccolo e nel 1934 ebbe l'occasione di giocare contro il grande campione giapponese Minoru Kitani, in quel momento in visita in Corea. Kitani rimase impressionato dal talento del giovane Cho e decise di organizzare il suo trasferimento in Giappone per affinare la sua tecnica. Nel 1937 Cho andò in Giappone diventando il primo allievo di Kitani. Nel 1943 fece ritorno in Corea dove ebbe un ruolo fondamentale nella fondazione della Hanguk Kiwon, la federazione coreana di go.
Per tutti gli anni '50 e '60 fu uno dei goisti di riferimento in Corea, ma a causa del pregiudizio vigente sull'inferiorità del go coreano rispetto a quello giapponese non ottenne il rango di IX dan fino al 1983, dopo che l'anno precedente Cho Hun-hyun era stato il primo coreano ad essere insignito di tale onore.
Ha vinto il premio Okura nel 1984, dopo il decesso ha ricevuto postuma la medaglia presidenziale coreana e nel 2019 è stato inserito nella Hall of fame della Nihon Ki-in
Era lo zio di Cho Chikun e di Cho Shoen.

## Titoli
| Nazionali | Nazionali                | Nazionali                  |
| Tornei    | Vittorie                 | Finalista                  |
| --------- | ------------------------ | -------------------------- |
| Guksu     | 9 (1956–1964)            | 3 (1965, 1968, 1970)       |
| Myungin   | 2 (1968, 1970)           | 2 (1971, 1974)             |
| Chaegowi  | 7 (1959-1962, 1964-1966) | 1 (1967)                   |
| Paewang   | 3 (1959–1962)            | 1 (1970)                   |
| Wangwi    |                          | 4 (1966, 1969, 1970, 1972) |
| Totale    | 21                       | 11                         |